# Flashpoint – Das Spezialkommando
Flashpoint – Das Spezialkommando ist eine kanadische Polizei-Fernsehserie, die seit 2008 von CTV in Kanada und in den USA von CBS bis zum Senderwechsel Mitte der vierten Staffel zu Ion ausgestrahlt wird. Sie handelt von der Strategic Response Unit (SRU), einer fiktiven Spezialeinheit der Polizei in Toronto, die Extremsituationen löst, für die die regulären Polizeikräfte nicht entsprechend ausgebildet und ausgestattet sind. Die deutschsprachige Erstausstrahlung erfolgte am 15. Mai 2009 bei SF zwei.
Im Juni 2011 wurde eine fünfte Staffel bestellt, die auch die letzte Staffel der Serie ist. Mit den dreizehn Episoden der fünften Staffel kommt die Serie auf insgesamt 75 Episoden.

## Handlung
Die Serie handelt von der Strategic Response Unit (SRU), einer fiktiven taktischen Spezialeinheit der Polizei in der kanadischen Großstadt Toronto, ähnlich der real existierenden Emergency Task Force des Toronto Police Service.
Die SRU ist damit beauftragt, Extremsituationen zu lösen, für die die regulären Polizeikräfte nicht entsprechend ausgebildet und ausgestattet sind: Geiselnahmen, Bombendrohungen und schwerbewaffnete Kriminelle gehören zu den üblichen Einsätzen. Mit Sprengstoffen, Tasern, Maschinenpistolen, Sturm- und Scharfschützengewehren sowie akustischer und visueller Überwachungs- und Abhörtechnik ist die Einheit bestens ausgerüstet. Dennoch gehören Intuition, Urteilsvermögen und Verhandlungsgeschick zu den ersten Mitteln bei der Lösung der Situation.
Bei den Tätern handelt es sich eher selten um „reguläre“ Verbrecher, sondern meistens um gewöhnliche Menschen, die durch Extremsituationen zu ihren Handlungen verleitet werden.

## Spezialgebiete der Teammitglieder
Ed Lane: Scharfschütze, Spezialist für Taktische Vorgehensweisen und Teamführer

Sgt. Gregory „Greg“ Parker: Verhandlungsspezialist, Chef vom Team 1

Samuel „Sam“ Braddock: Scharfschütze, Spezialist für Militärstrategie

Julianna „Jules“ Callaghan: Verhandlungsspezialistin, Scharfschützin

Michelangelo „Spike“ Scarlatti: Sprengstoffspezialist und Computerspezialist

Kevin „Wordy“ Wordsworth: Spezialist für taktisches Vorrücken und Nahkampf

## Besetzung
Die Synchronarbeiten fanden bei der EuroSync in Berlin statt. Peter Krone schrieb die Dialogbücher, Dagmar Preuß führte die Dialogregie.
| Rolle                          | Schauspieler     | Synchronsprecher         | Hauptrolle (Episoden) | Nebenrolle (Episoden) |
| ------------------------------ | ---------------- | ------------------------ | --------------------- | --------------------- |
| Edward „Ed“ Lane               | Hugh Dillon      | Michael Iwannek          | 1x01–5x13             |                       |
| Sgt. Gregory „Greg“ Parker     | Enrico Colantoni | Detlef Bierstedt         | 1x01–5x13             |                       |
| Julianna „Jules“ Callaghan     | Amy Jo Johnson   | Vera Teltz               | 1x01–5x13             |                       |
| Michelangelo „Spike“ Scarlatti | Sergio Di Zio    | Rainer Fritzsche         | 1x01–5x13             |                       |
| Kevin „Wordy“ Wordsworth       | Michael Cram     | Tobias Kluckert          | 1x01–4x05             | 4x09–5x13             |
| Lewis „Lou“ Young              | Mark Taylor      | Peter Lonzek             | 1x01–2x10             | 2x14, 3x01            |
| Dr. Amanda Luria               | Ruth Marshall    | Gundi Eberhard           | 1x01–1x17             |                       |
| Sam Braddock                   | David Paetkau    | Til Endemann             | 1x02–5x13             | 1x01                  |
| Leah Kerns                     | Olunike Adeliyi  | Claudia Kleiber          | 2x11–2x18, 5x03–5x13  |                       |
| Rafik „Raf“ Rousseau           | Clé Bennett      | Jan-David Rönfeldt       | 4x06–5x01             |                       |
| Sally LaFlamme                 | Lisa Marcos      | Katrin Zimmermann        |                       | 1x01–1x04             |
| Kira                           | Pascale Hutton   | Manja Doering            |                       | 1x09–2x01             |
| Donna Sabine                   | Jessica Steen    | Claudia Urbschat-Mingues |                       | 2x01–2x10             |
| Winnie Camden                  | Tattiawna Jones  | Julia Ziffer             |                       | 2x06–5x13             |

## Ausstrahlung

### Kanada
Bei der Erstausstrahlung im Sommer 2008 erreichte Flashpoint in Kanada bei CTV rund 1,1 Mio. bzw. in den Vereinigten Staaten bei CBS ca. 8,13 Mio. Zuschauer und wurde zum erfolgreichsten Programm des Abends. Mittlerweile wurde die Serie für eine zweite Staffel verlängert, die zwischen dem 9. Januar und dem 25. September 2009 ausgestrahlt wurde. Die Produktion für weitere 13 Folgen begann im Januar 2010. Die Ausstrahlung der dritten Staffel läuft seit dem 16. Juli 2010.
Der Sender CTV gab am 3. Juni 2010 bei seiner Programmpräsentation für die Season 2010/2011 bekannt, dass Flashpoint eine vierte Staffel erhalten wird. Obwohl die vierte Staffel noch nicht gestartet war, gab CTV die Produktion einer fünften Staffel bekannt. Die Serie wurde nach der fünften Staffel eingestellt. Die letzte Staffel wurde vom 20. September bis zum 13. Dezember 2012 ausgestrahlt.

### USA
Durch die Folgen des Streiks der amerikanischen Drehbuchautoren kaufte sich CBS die Serie ein. CBS wollte die Serie immer gleichzeitig mit CTV in Kanada ausstrahlen, jedoch fand CBS nach dem Streik keine Lücke mehr im Programm. Am 9. Juli 2010 hat CBS mit der Ausstrahlung der dritten Staffel in den USA begonnen, die das Schweizer Fernsehen bereits seit Juni 2010 auszustrahlen begonnen hatte. Somit hat das Schweizer Fernsehen zum ersten Mal in der Geschichte des Senders mit dem Ausstrahlen einer kanadischen Serie im deutschsprachigen Raum vor deren Erstausstrahlung in den USA begonnen.

### Deutschland
Im Jahr 2009 lief die erste Staffel von Flashpoint auf dem deutschen Pay-TV-Sender 13th Street. Seit Juni 2010 läuft dort auch die zweite Staffel und seit Mai 2012 auch die vierte.
Im deutschen Free-TV übernahm RTL II ab dem 6. Mai 2010 die Ausstrahlung der Serie, jeweils donnerstags um 20:15 Uhr. Während der Fußball-Weltmeisterschaft 2010 unterbrach RTL II die Ausstrahlung nach der Folge Am Abgrund für 2 Wochen. Die zweite Staffel folgte unmittelbar ab dem 22. Juli auf dem gleichen Sendeplatz, bis RTL 2 die Serie am 21. Oktober mit Folge 29 (16. Folge der zweiten Staffel) unangekündigt absetzte. Die Folgen 19, 20, 22, 25, 26 und 28 waren zuvor ohne Angabe von Gründen ausgelassen worden, wodurch insbesondere die Entwicklung der Figuren für den Zuschauer in der zweiten Staffel erheblich erschwert wurde. Wann die fehlenden Folgen ausgestrahlt werden, wurde bisher nicht mitgeteilt. Ab dem 23. Dezember 2013 lief die fünfte und bisher letzte Staffel mittwochs um 0:35 auf RTL II.

### Österreich
ORF eins begann am 5. Mai 2010 mit der Ausstrahlung der ersten Staffel. Die Serie wird Mittwoch als Anschluss an das Hauptabendprogramm ausgestrahlt. Ab dem 4. August 2010 wurde die Erfolgsserie auf ORF eins nach der ausgestrahlten Folge Zum Schutz des Bösen vorerst abgesetzt.

### Schweiz
SF zwei strahlt Flashpoint – Das Spezialkommando als Free-TV-Premiere und exklusiv in Zweikanalton deutsch/englisch aus. Zwischen dem 15. Mai und dem 14. August 2009 wurden jeweils am Freitag um 20:50 die gesamte erste und die ersten drei Folgen der zweiten Staffel ausgestrahlt.
Weitere sieben Folgen wurden zwischen dem 18. Dezember 2009 und dem 2. April 2010 unregelmäßig ausgestrahlt. Seit dem 26. Mai werden, jeweils am späten Mittwochabend um 23:10 Uhr, die restlichen Folgen der zweiten Staffel ausgestrahlt.
Auch die dritte Staffel von Flashpoint – Das Spezialkommando übernimmt SF zwei ab dem 16. Juni 2010 um ca. 23.25 Uhr als Free-TV-Erstausstrahlung. Die dritte Staffel lief jeweils Mittwoch abends um ca. 23.20 Uhr während der WM 2010. Nach der WM lief sie dann wiederum jeweils Mittwoch abends um ca. 22.30 Uhr. Die Ausstrahlung der dritten Staffel endete am 11. August 2010.
Staffel 4 läuft seit 16. Januar 2012 auf SF zwei.

## Episodenliste
- Die Episoden sind nach der offiziellen Reihenfolge geordnet.

| Nummer (gesamt) | Nummer (Staffel) | Originaltitel           | Deutscher Titel                  | Erstausstrahlung (CTV/CBS) | Erstausstrahlung (SF zwei) | Erstausstrahlung (ORF eins) | Erstausstrahlung (RTL II) |
| 01              | 01               | Scorpio                 | Skorpion                         | 11. Juli 2008              | 15. Mai 2009               | 5. Mai 2010                 | 6. Mai 2010               |
| 02              | 02               | First In Line           | Warteliste                       | 18. Juli 2008              | 15. Mai 2009               | 12. Mai 2010                | 13. Mai 2010              |
| 03              | 03               | The Element of Surprise | In der Schusslinie               | 24. Juli 2008              | 22. Mai 2009               | 12. Mai 2010                | 20. Mai 2010              |
| 04              | 04               | Asking For Flowers      | Angst                            | 31. Juli 2008              | 5. Juni 2009               | 19. Mai 2010                | 27. Mai 2010              |
| 05              | 05               | Who’s George?           | Ohne jede Hoffnung               | 7. August 2009             | 12. Juni 2009              | 19. Mai 2010                | 3. Juni 2010              |
| 06              | 06               | Attention Shoppers      | Am Abgrund                       | 14. August 2008            | 19. Juni 2009              | 26. Mai 2010                | 10. Juni 2010             |
| 07              | 07               | He Knows His Brother    | Ausgestoßen                      | 21. August 2008            | 26. Juni 2009              | 26. Mai 2010                | 1. Juli 2010              |
| 08              | 08               | Never Kissed a Girl     | Im Zweifel gegen den Angeklagten | 11. September 2008         | 10. Juli 2009              | 2. Juni 2010                | 8. Juli 2010              |
| 09              | 09               | Planets Aligned         | Das verlorene Paradies           | 18. September 2008         | 24. Juli 2009              | 16. Juni 2010               | 15. Juli 2010             |
| 10              | 10               | Eagle Two               | Stunde der Wahrheit              | 9. Januar 2009             | 31. Juli 2009              | 30. Juni 2010               | 22. Juli 2010             |
| 11              | 11               | Backwards Day           | Zu viele Verlierer               | 16. Januar 2009            | 7. August 2009             | 30. Juni 2010               | 29. Juli 2010             |
| 12              | 12               | Haunting the Barn       | Geister der Vergangenheit        | 23. Januar 2009            | 14. August 2009            | 7. Juli 2010                | 5. August 2010            |
| 13              | 13               | Between Heartbeats      | Söhne des Krieges                | 13. Februar 2009           | 18. Dezember 2009          | 14. Juli 2010               | 12. August 2010           |

| Nummer (gesamt) | Nummer (Staffel) | Originaltitel      | Deutscher Titel      | Erstausstrahlung (CTV/CBS) | Erstausstrahlung (SF zwei) | Erstausstrahlung (ORF eins) | Erstausstrahlung (RTL II) |
| 14              | 01               | Business As Usual  | Obdachlos            | 27. Februar 2009           | 1. Januar 2010             | 21. Juli 2010               | 19. August 2010           |
| 15              | 02               | The Fortress       | Die Festung          | 6. März 2009               | 8. Januar 2010             | 28. Juli 2010               | 26. August 2010           |
| 16              | 03               | Clean Hands        | Zum Schutz des Bösen | 13. März 2009              | 15. Januar 2010            | 4. August 2010              | 2. September 2010         |
| 17              | 04               | Aisle 13           | Freunde für immer    | 3. April 2009              | 22. Januar 2010            | 8. Februar 2012             | 9. September 2010         |
| 18              | 05               | The Perfect Family | Die perfekte Familie | 10. April 2009             | 18. März 2010              | 15. Februar 2012            | 16. September 2010        |
| 19              | 06               | Remote Control     | Der Verrat           | 24. April 2009             | 2. April 2010              | 22. Februar 2012            | 28. Februar 2013          |
| 20              | 07               | Perfect Storm      | Amoklauf             | 1. Mai 2009                | 26. Mai 2010               | 29. Februar 2012            | 18. Februar 2012          |
| 21              | 08               | Last Dance         | Der letzte Tanz      | 8. Mai 2009                | 2. Juni 2010               | 21. März 2012               | 23. September 2010        |
| 22              | 09               | Exit Wounds        | Eine bessere Zukunft | 15. Mai 2009               | 9. Juni 2010               | 11. April 2012              | 15. Oktober 2010          |

| Nummer (gesamt) | Nummer (Staffel) | Originaltitel              | Deutscher Titel           | Erstausstrahlung (CTV) | Erstausstrahlung (CBS) | Erstausstrahlung (SF zwei) | Erstausstrahlung (RTL II) |
| 23              | 10               | One Wrong Move             | Eine falsche Bewegung     | 25. September 2009     | 4. Juni 2010           | 16. Juni 2010              | 30. September 2010        |
| 24              | 11               | Never Let You Down         | Trauer und Schmerz        | 2. Oktober 2009        | 11. Juni 2010          | 23. Juni 2010              | 7. Oktober 2010           |
| 25              | 12               | Just a Man                 | Der Aufstand              | 9. Oktober 2009        | 9. Juli 2010           | 30. Juni 2010              | 14. März 2013             |
| 26              | 13               | Custody                    | Sorgerecht                | 16. Oktober 2009       | 25. Juni 2010          | 7. Juli 2010               |                           |
| 27              | 14               | Coming to You Live         | Auf Sendung               | 23. Oktober 2009       | 2. Juli 2010           | 14. Juli 2010              | 14. Oktober 2010          |
| 28              | 15               | The Farm                   | Die Farm                  | 30. Oktober 2009       | 18. Juni 2010          | 21. Juli 2010              | 21. März 2013             |
| 29              | 16               | You Think You Know Someone | Der Beschützer            | 6. November 2009       | 30. Juli 2010          | 28. Juli 2010              | 21. Oktober 2010          |
| 30              | 17               | The Good Citizen           | Der Samariter             | 13. November 2009      | 23. Juli 2010          | 4. August 2010             | 28. März 2013             |
| 31              | 18               | Behind the Blue Line       | Hinter feindlichen Linien | 20. November 2009      | 9. Juli 2010           | 11. August 2010            | 4. April 2013             |

| Nummer (gesamt) | Nummer (Staffel) | Originaltitel      | Deutscher Titel      | Erstausstrahlung (CTV) | Erstausstrahlung (CBS) | Erstausstrahlung (SF zwei) | Erstausstrahlung (RTL II) |
| 32              | 01               | Unconditional Love | Bedingungslose Liebe | 16. Juli 2010          | 16. Juli 2010          | 9. März 2011               | 25. Februar 2012          |
| 33              | 02               | Severed Ties       | Durchtrennte Bande   | 6. August 2010         | 6. August 2010         | 16. März 2011              | 25. Februar 2012          |
| 34              | 03               | Follow the Leader  | Die falschen Freunde | 13. August 2010        | 13. August 2010        | 23. März 2011              | 3. März 2012              |
| 35              | 04               | Whatever it Takes  | Mit allen Mitteln    | 20. August 2010        | 20. August 2010        | 30. März 2011              | 3. März 2012              |
| 36              | 05               | The Other Lane     | Allein unter Wölfen  | 3. September 2010      | 3. September 2010      | 6. April 2011              | 10. März 2012             |
| 37              | 06               | Jumping at Shadows | Auf der Flucht       | 10. September 2010     | 10. September 2010     | 13. April 2011             | 10. März 2012             |
| 38              | 07               | Acceptable Risk    | Persönliche Motive   | 17. September 2010     | 17. September 2010     | 20. April 2011             | 17. März 2012             |
| 39              | 08               | Collateral Damage  | Eine zweite Meinung  | 4. Januar 2011         | 6. Mai 2011            | 27. April 2011             | 17. März 2012             |
| 40              | 09               | Thicker Than Blood | Dicker als Blut      | 11. Januar 2011        | 13. Mai 2011           | 4. Mai 2011                | 31. März 2012             |
| 41              | 10               | Terror             | Terror               | 18. Januar 2011        | 3. Juni 2011           | 11. Mai 2011               | 31. März 2012             |
| 42              | 11               | No Promises        | Keine Versprechungen | 25. Januar 2011        | 20. Mai 2011           | 18. Mai 2011               | 7. April 2012             |
| 43              | 12               | I’d Do Anything    | Die Informantin      | 1. Februar 2011        | 10. Juni 2011          | 25. Mai 2011               | 7. April 2012             |
| 44              | 13               | Fault Lines        | Schwachstellen       | 6. Februar 2011        | 17. Juni 2011          | 1. Juni 2011               | 4. April 2013             |

| Nummer (gesamt) | Nummer (Staffel) | Originaltitel              | Deutscher Titel          | Erstausstrahlung (CTV) | Erstausstrahlung (CBS/ION) | Erstausstrahlung (SF zwei) | Erstausstrahlung (RTL II) | Erstausstrahlung (13th Street Universal) |
| 45              | 01               | Personal Effects           | Ein Team auf Bewährung   | 8. Juli 2011           | 8. Juli 2011               | 16. Januar 2012            | 11. April 2013            | 6. Mai 2012                              |
| 46              | 02               | Good Cop                   | Am falschen Ort          | 15. Juli 2011          | 15. Juli 2011              | 23. Januar 2012            | 11. April 2013            | 13. Mai 2012                             |
| 47              | 03               | Run, Jaime, Run            | Flammender Ruhm          | 22. Juli 2011          | 22. Juli 2011              | 30. Januar 2012            | 18. April 2013            | 13. Mai 2012                             |
| 48              | 04               | Through A Glass Darkly     | Getrübte Erinnerungen    | 29. Juli 2011          | 29. Juli 2011              | 6. Februar 2012            | 18. April 2013            | 20. Mai 2012                             |
| 49              | 05               | The Better Man             | Der Kopf des Drachens    | 5. August 2011         | 5. August 2011             | 13. Februar 2012           | 25. April 2013            | 20. Mai 2012                             |
| 50              | 06               | A Day in the Life          | Ein Tag im Leben         | 12. August 2011        | 12. August 2011            | 20. Februar 2012           | 25. April 2013            | 27. Mai 2012                             |
| 51              | 07               | Shockwave                  | Bombenalarm              | 19. August 2011        | 19. August 2011            | 8. Februar 2013            | 2. Mai 2013               | 27. Mai 2012                             |
| 52              | 08               | Grounded                   | Tödliche Zwischenlandung | 19. September 2011     | 18. Oktober 2011           | 22. Februar 2013           | 2. Mai 2013               | 3. Juni 2012                             |
| 53              | 09               | The War Within             | Der Krieg im Innern      | 27. September 2011     | 13. Dezember 2011          | 15. Februar 2013           | 9. Mai 2013               | 3. Juni 2012                             |
| 54              | 10               | The Cost Of Doing Business | Nur ein Geschäft         | 4. Oktober 2011        | 25. Oktober 2011           | 1. März 2013               | 9. Mai 2013               | 10. Juni 2012                            |
| 55              | 11               | Wild Card                  | Alles auf eine Karte     | 11. Oktober 2011       | 1. November 2011           | 8. März 2013               | 16. Mai 2013              | 10. Juni 2012                            |
| 56              | 12               | A New Life                 | Ein neues Leben          | 1. November 2011       | 8. November 2011           | 15. März 2013              | 16. Mai 2013              | 17. Juni 2012                            |
| 57              | 13               | A Call to Arms             | China Town               | 8. November 2011       | 22. November 2011          | 22. März 2013              | 23. Mai 2013              | 17. Juni 2012                            |
| 58              | 14               | Day Game                   | Tag der Abrechnung       | 15. November 2011      | 29. November 2011          | 5. April 2013              | 23. Mai 2013              | 24. Juni 2012                            |
| 59              | 15               | Blue on Blue               | Ein Profi im Netz        | 22. November 2011      | 6. Dezember 2011           | 12. April 2013             | 30. Mai 2013              | 24. Juni 2012                            |
| 60              | 16               | Team Player                | Teamplayer               | 28. November 2011      | 10. Januar 2012            | 29. März 2013              | 30. Mai 2013              | 1. Juli 2012                             |
| 61              | 17               | Priority on Life           | Tödlicher Impfstoff      | 6. Dezember 2011       | 17. Januar 2012            | 19. April 2013             | 6. Juni 2013              | 1. Juli 2012                             |
| 62              | 18               | Slow Burn                  | Feuerteufel              | 13. Dezember 2011      | 24. Januar 2012            | 26. April 2013             | 6. Juni 2013              | 1. Juli 2012                             |

| Nummer (gesamt) | Nummer (Staffel) | Originaltitel           | Deutscher Titel                | Erstausstrahlung (CTV) | Erstausstrahlung (ION) | Deutschsprachige Erstausstrahlung (13th Street Universal) |
| 63              | 01               | Broken Peace            | Zerstörter Frieden             | 20. September 2012     | 16. Oktober 2012       | 11. März 2013                                             |
| 64              | 02               | No Kind of Life         | Keine Art zu leben             | 27. September 2012     | 23. Oktober 2012       | 11. März 2013                                             |
| 65              | 03               | Run to Me               | Sterne in der Wüste            | 4. Oktober 2012        | 30. Oktober 2012       | 18. März 2013                                             |
| 66              | 04               | Eyes In                 | Fremde Augen                   | 11. Oktober 2012       | 6. November 2012       | 18. März 2013                                             |
| 67              | 05               | Sons of The Father      | Söhne des Vaters               | 18. Oktober 2012       | 13. November 2012      | 25. März 2013                                             |
| 68              | 06               | Below the Surface       | Unter Wasser                   | 25. Oktober 2012       | 27. November 2012      | 25. März 2013                                             |
| 69              | 07               | Forget Oblivion         | Die perfekte Waffe             | 1. November 2012       | 4. Dezember 2012       | 1. April 2013                                             |
| 70              | 08               | We Take Care of Our Own | Ein sicheres Haus              | 8. November 2012       | 11. Dezember 2012      | 1. April 2013                                             |
| 71              | 09               | Lawmen                  | Männer des Gesetzes            | 15. November 2012      | 8. Januar 2013         | 8. April 2013                                             |
| 72              | 10               | A World of Their Own    | In einer besseren Welt         | 22. November 2012      | 20. November 2012      | 8. April 2013                                             |
| 73              | 11               | Fit for Duty            | Die schwarzen Löcher der Seele | 29. November 2012      | 18. Dezember 2012      | 15. April 2013                                            |
| 74              | 12               | Keep the Peace (1)      | Den Frieden bewahren (1)       | 6. Dezember 2012       | 15. Januar 2013        | 15. April 2013                                            |
| 75              | 13               | Keep the Peace (2)      | Den Frieden bewahren (2)       | 13. Dezember 2012      | 22. Januar 2013        | 22. April 2013                                            |

## DVD-Veröffentlichung
Kanada / Vereinigte Staaten
- Staffel 1 erschien am 13. Oktober 2009
- Staffel 2.1 erschien in Kanada am 23. März 2010 und in den USA am 25. Mai 2010
- Staffel 2.2 erschien in Kanada am 2. November 2010
- Staffel 3 erschien in Kanada am 22. Mai 2012
- Staffel 4 erschien in Kanada am 16. Oktober 2012
- Staffel 5 erschien in Kanada am 7. Mai 2013

Deutschsprachiger Raum
- Staffel 1 erschien am 28. Mai 2010.[10]
- Staffel 2 erschien am 1. Oktober 2010.
- Staffel 3 erschien am 27. Mai 2011.[11]
- Staffel 4 erschien am 2. Dezember 2011.[12]
- Staffel 5 erschien am 14. Dezember 2012.[13]
- Staffel 6 erschien am 22. März 2013.[14]
- Staffel 7 erschien am 14. Juni 2013.[15]

Staffel 2 wurde gesplittet veröffentlicht, einmal als Staffel 2 mit den 9 Episoden von Staffel 2.1 und einmal als 3. Staffel mit den restlichen 9 Episoden von Staffel 2.2.
Staffel 4 enthält alle 13 Episoden der dritten Staffel. In der DVD-Box enthalten sind dementsprechend die Folgen 32–44.
Staffel 5 enthält die Folgen 1–10 der vierten Staffel. Auf der DVD-Box werden also die Folgen 45–54 enthalten sein, mit Ausnahme der Folge 8 Tödliche Zwischenlandung, also Folge 52. Diese fehlt auf der DVD.
Staffel 6 enthält die Folgen 11–18 bzw. 10–18 der vierten Staffel. Somit sind die Folgen 55–62 bzw. 54–62 auf der DVD-Box enthalten. Grund für die Abweichung der Folgenreihenfolge, ist der entfall der Folge 8 Tödliche Zwischenlandung der Staffel 5. Da diese in der DVD-Box der Staffel 6 eingefügt wurde, gibt es Folgenverschiebungen auf den DVDs. Die Folge 8 Tödliche Zwischenlandung, die auf der Staffel 5 fehlte, ist nun als Folge 12 auf dieser DVD-Box zu finden. Weiter wurde die Folge 16 Teamplayer auf Folge 14 auf der DVD-Box vorgezogen. Somit beinhaltet die Staffel 6 neun Folgen.
Staffel 7 enthält die Folgen 63–75 der regulären fünften und letzten Staffel.

## Besonderes
Die Anzahl der Staffeln und auch die Anzahl der Folgen in den Staffeln variiert nach Land:
- In Kanada hat die erste Staffel 9 Folgen und die zweite Staffel hat 22 Folgen.
- In den USA und in der Schweiz wurde die zweite Staffel hingegen noch einmal aufgeteilt, sodass dort die Serie in 3 Staffeln ausgestrahlt wurde.
- In Deutschland besteht die erste Staffel aus 13 Folgen, also genau so viele wie in den USA und der Schweiz.